# Kada Delić
Kada Delić (10 juli 1965) is een atleet uit Bosnië en Herzegovina.
Op de Olympische Zomerspelen van Barcelona in 1992 nam Delić deel aan het onderdeel 10 kilometer snelwandelen. Vier jaar later op de Olympische Zomerspelen van Atlanta nam ze wederom deel aan dit onderdeel. Beide malen finishte ze als 38e.
- World Athletics: 14378702